# بريندن جيفرسون
بريندن جيفرسون (بالإنجليزية: Brenden Jefferson)‏ هو كاتب أغاني وممثل أمريكي، ولد في 3 يونيو 1986 في سان بيرناردينو في الولايات المتحدة.

## وصلات خارجية
- بريندن جيفرسون على موقع IMDb (الإنجليزية)
- بريندن جيفرسون على موقع روتن توميتوز (الإنجليزية)
- بريندن جيفرسون على موقع ميوزك برينز (الإنجليزية)
- بريندن جيفرسون على موقع قاعدة بيانات الفيلم (الإنجليزية)